# Fentange
Fentange (en luxemburguès: Fenteng; en alemany: Fentingen) és una vila de la comuna de Hesperange del districte de Luxemburg al cantó de Luxemburg. Està a uns 5,7 km de distància de la Ciutat de Luxemburg.